# Camille Chamoun
Camille Nimer Chamoun (Arabisch: كميل نمر شمعون) (Deir el Qamar, 3 april 1900 – Beiroet, 7 augustus 1987), was een Libanees politicus.

## Opleiding en vroege carrière
Camille Chamoun werd in Deir el Qamar geboren in een vooraanstaande Maronitische Christelijke familie. Hij volgde een opleiding in Frankrijk waar hij rechten studeerde. Terug in Libanon werkte hij enige tijd als advocaat. In 1934 werd hij in het Libanees parlement gekozen. In 1937 en 1943 werd hij herkozen. Als parlementslid was hij lid van het Constitutioneel Blok, de parlementaire fractie onder leiding van Beshara al-Khoury. Het Constitutioneel Blok streefde naar harmonie tussen christenen en moslims in Libanon. Het (maronitische) Constitutioneel Blok benadrukte ook het Arabische karakter van Libanon.
Als jong politicus was hij voorstander van Arabische eenheid en steunde hij de Palestijnse zaak. Op 11 november 1943 werd Chamoun, met andere nationalistische leiders als al-Khoury en Riad es-Solh gevangengezet in het Kasteel Rashaïa vanwege hun verzet tegen het Franse mandaat over Libanon. Op 22 november 1943 kwamen Chamoun en de andere nationalisten vrij en werd de Libanese onafhankelijkheid door de Fransen gerespecteerd. In 1947 werd hij als lid van het parlement, nu Nationale Vergadering, gekozen. In 1951 volgde zijn herverkiezing.
Camille Chamoun was van 1944 tot 1946 Libanees ambassadeur in Londen.

## Presidentschap,Libanon Crisis van 1958
Camille Chamoun sloot zich in de laatste jaren van Beshara al-Khoury's presidentschap aan bij de oppositie en werd hoe langer hoe meer prowesters. In 1952 werd Chamoun tot president gekozen. Zijn ambtstermijn duurde van 23 september 1952 tot 22 september 1958.
Camille Chamoun voerde een anticommunistische, antinasseristische en prowesterse buitenlandse politiek. In 1957 benoemde Chamoun Charles Malek tot minister van Buitenlandse Zaken. Malek stond bekend als zeer anticommunistisch en was sterk gericht tegen de Arabische invloed op Libanon. Veel Libanezen, waaronder christenen, die voordien Chamoun steunden. Chamoun steunde hierna nog uitsluitend op een deel der conservatieve christenen en soennitische moslims.
In 1958 werd Chamoun door enkele belangrijke politici, waaronder premier Sami es-Solh, diverse ex-premiers en (voor de gelegenheid) Kamal Joumblatt, gevraagd om via een volksstemming de grondwet te wijzigen waardoor hij zichzelf zou kunnen kandideren voor een tweede termijn als president. Dit was voor veel Libanezen de druppel die de emmer deed overlopen en er brak een opstand uit die zou ontaarden in een korte, maar heftige burgeroorlog. Radicale Arabische elementen, gesteund door Nasseristen trachtten de revolte naar hun hand te zetten. President Chamoun deed een beroep op het leger onder leiding van chef van de generale staf, generaal Foead Shehab. Shehab weigerde in te grijpen omdat hij het leger allereerst zag als een organisatie om het land te verdedigen tegen buitenlandse vijanden. Shehab verwierf hierdoor een grote populariteit onder de bevolking. Chamoun riep de hulp in van de Verenigde Staten van Amerika. De VS stuurden mariniers die op 13 juli 1958 in Libanon arriveerden. De Amerikaanse mariniers maakten een einde aan de revolte. De Amerikaanse diplomaat Robert Daniel Murphy wist Chamoun te bewegen af te zien van zijn voornemen voor een tweede ambtstermijn. Als compromiskandidaat voor het presidentschap werd generaal Foead Shehab naar voren geschoven die zowel door de Amerikanen als Egypte werd gesteund. Op 31 juli 1958 werd Shehab tot president gekozen. Op 23 september 1958 werd Shehab geïnaugureerd.

## Nationaal-Liberale Partij
Na zijn aftreden als president richtte Chamoun de Nationaal-Liberale Partij (1958) op. De NLP werd opgericht als een partij die voorstander was een vrijemarkteconomie en die voor alle Libanezen was, ongeacht hun godsdienst. Desondanks bleek de NLP toch vooral een partij die gesteund werd door maronieten en geleid werd door de familie Chamoun. In 1960 werd Chamoun in de Nationale Vergadering gekozen, dit tot irritatie van president Shehab. In 1964 werd hij niet herkozen vanwege de herindeling van de kiesdistricten.
Camille Chamoun sloot in 1968 een verkiezingsakkoord met twee andere belangrijke maronitische politici, Pierre Gemayel (oprichter van de Falangistische Partij) en Raymond Eddé (zoon van oud-president Emile Eddé en voorzitter van de Nationale Blok Partij). Bij de parlementsverkiezingen van dat jaar werd Chamoun opnieuw in het parlement gekozen. Als parlementariër verzette hij zich tegen de schending van het Nationale Pact.

## Rol tijdens deburgeroorlog
Tijdens de Libanese Burgeroorlog kozen Chamoun, zijn familie en de Nationaal-Liberale Partij (NLP) de zijde van het rechtse, door de Falangistische Partij van Bashir Gemayel geleide, Libanees Front. Van 1976 tot 1978 was Chamoun voorzitter van het Libanees Front. Ondanks dit was Camille Chamoun aan het begin van de burgeroorlog nog tijdelijk minister van Buitenlandse Zaken (1976). De Tijgermilitie, de militaire tak van de NLP vocht met andere christelijke milities tegen de Palestijnen (PLO) en de (centrumlinkse), door moslims gesteunde Libanese Nationale Beweging. In 1980 werd de door Dany Chamoun (zoon van Camille Chamoun) geleide Tijgermilitie gedwongen onder het gezag van de door Bashir Gemayel geleide Forces Libanaises (Libanese Strijdkrachten) gebracht. Dany Chamoun week hierna uit naar het door moslims gedomineerde West-Beiroet en hield zich tijdelijk politiek afzijdig. Camille Chamouns politiek leek ook uitgespeeld, maar na de Israëlische aanval op Libanon (1982) ging hij een tactisch akkoord met Israël aan.
Camille Chamoun trad in 1984 toe tot de regering van nationale eenheid en diende als vicepremier. Hij bleef vicepremier tot zijn dood op 7 augustus 1987. Camille Chamoun was een van de machtigste christelijke leiders van het Libanon van de 20e eeuw. Zijn macht brokkelde af tijdens de Libanese burgeroorlog toen de macht van de jongere generatie christelijke leiders toenam.

## Familie
Camille Chamoun was getrouwd met Zalfa Tabet (†1971). Het echtpaar had twee zonen:
- Dany Chamoun (1934-1990)
- Dory Chamoun

## Trivia
- Camille Chamoun was bestuursvoorzitter van de Protein Company. Deze maatschappij trachtte de visserij in Libanon te monopoliseren. In 1975 braken hierom grote, door linkse groepen gesteunde, demonstraties uit. Het Libanese leger onderdrukte de opstand. Maruf Sa'd, de voorzitter van de Nasseristische Volksorganisatie werd tijdens de opstand gedood. Volgens sommigen waren de demonstraties tegen de Protein Company de voorbode voor de Libanese burgeroorlog.
- De Tijgermilitie, de militaire tak van de Nationaal-Liberale Partij is vernoemd naar de tweede voornaam van Chamoun, namelijk Nimer, Arabisch voor "tijger".

## Verwijzing
1. ↑  Ook gespeld Kamil Shamun